# Bermuda Syndrome
Bermuda Syndrome est un jeu vidéo de plates-formes développé par Century Interactive et édité par BMG Interactive Entertainment, sorti en 1995 sur Windows.

## Accueil
- PC Team : 86 %[1]